# Tommaso Ottomano
Tommaso Ottomano, pseudonimo di Tommaso Sabatini (Orbetello, 6 agosto 1990), è un musicista, produttore discografico e regista italiano.
Nel 2025 ha accompagnato Lucio Corsi sul palco del Festival di Sanremo ed all'Eurovision Song Contest col brano Volevo essere un duro, di cui è co-autore.

## Biografia
Nato nel 1990, Sabatini è cresciuto a Porto Ercole, frazione di Monte Argentario in provincia di Grosseto.
Suo padre è un falegname e sua madre possiede un negozio di abbigliamento. Fin da piccolo, ha sviluppato una passione per la musica – studiando canto e chitarra – così come per il cinema, sperimentando anche con la fotografia prima di creare i suoi primi video.
Studiò all'istituto tecnico per geometri a Grosseto, ma dopo un anno passò all'istituto professionale per il turismo.

### Gli inizi
Nel 2007, Sabatini ha fondato la band Blind Fool Love, come cantante e chitarrista solista con il nome Scary, insieme a Piero Cini al basso e Marco Ronconi alla batteria. Inizialmente producevano canzoni in inglese e cover, si sono poi dedicati alla scrittura di testi originali in italiano, fondendo influenze della cantautorato italiano con uno stile post-hardcore ed emo. Il loro primo singolo ufficiale, "Vampiro", è stato pubblicato nel novembre 2009.
Nel 2011, la band ha firmato con la Sony Music e ha pubblicato il loro EP di debutto Il pianto, che ha raggiunto la quinta posizione della classifica FIMI Album.[5] Il loro album in studio La strage di Cupido è stato pubblicato il 27 settembre 2011. A novembre è stato pubblicato il video musicale di "Com'eri un tempo", diretto dallo stesso Sabatini. Si sono sciolti alla fine del 2012 quando Sabatini si è trasferito a Milano per iniziare la sua carriera nel videomaking.
A Milano, Sabatini adottò il nome d'arte Tommaso Ottomano e strinse un legame con Lucio Corsi, anche lui trasferitosi  per intraprendere la carriera musicale. Ottomano diresse i video musicali di Corsi, "Godzilla" (2014) e "Altalena Boy" (2015), dando inizio a una collaborazione che lo portò a realizzare tutti i video successivi di Corsi. Ha collaborato come musicista anche all'album di debutto di Corsi, Bestiario musicale.
Nel 2021, Ottomano ha iniziato a collaborare con il rapper e cantautore Chiello, sia come autore musicale che come regista. Nello stesso anno, ha diretto il video musicale del singolo di Jovanotti, "La primavera".
Tra il 2022 e il 2023, ha lavorato con i Måneskin, dirigendo i video musicali dei singoli The Loneliest, Gossip e Honey (Are U Coming?). Ottomano è stato premiato come Regista dell'Anno ai Videoclip Italia Awards 2022, e ha vinto il premio per il Miglior Video Rock per The Loneliest all'edizione del 2023, e agli MTV Video Music Awards. Rivince al VIA per il video di Gossip nel 2024.
Durante questo periodo, ha anche diretto spot pubblicitari e video di campagne di moda per marchi come Prada, Gucci, Missoni e Roberto Cavalli.
Come produttore e autore, Ottomano ha lavorato agli album di Lucio Corsi La gente che sogna (2023) e Volevo essere un duro (2025). Ha co-scritto e prodotto la canzone eponima, in gara al Festival di Sanremo 2025, dove ha accompagnato Corsi alla chitarra e ai cori sul palco dell'Ariston ed all'Eurovision Song Contest 2025 a Basilea.

## Filmografia

### Regista

#### Cortometraggi
- Paura: La vergine nella fontana (2021)
- Paura: La notte di Evelyn (2022)

## Discografia

### Produttore

#### Album
- La gente che sogna (2023)
- Volevo essere un duro (2025)
- Scarabocchi (2025)

## Riconoscimenti
- Videoclip Italia Awards
  - 2022 – Premio al regista dell'anno
  - 2024 – Premio al regista dell'anno